# Salinas de Oro
Salinas de Oro (baskijski: Jaitz) – gmina w Hiszpanii, w Nawarze, o powierzchni 13,87 km². W 2011 roku gmina liczyła 117 mieszkańców.